# Bell 47

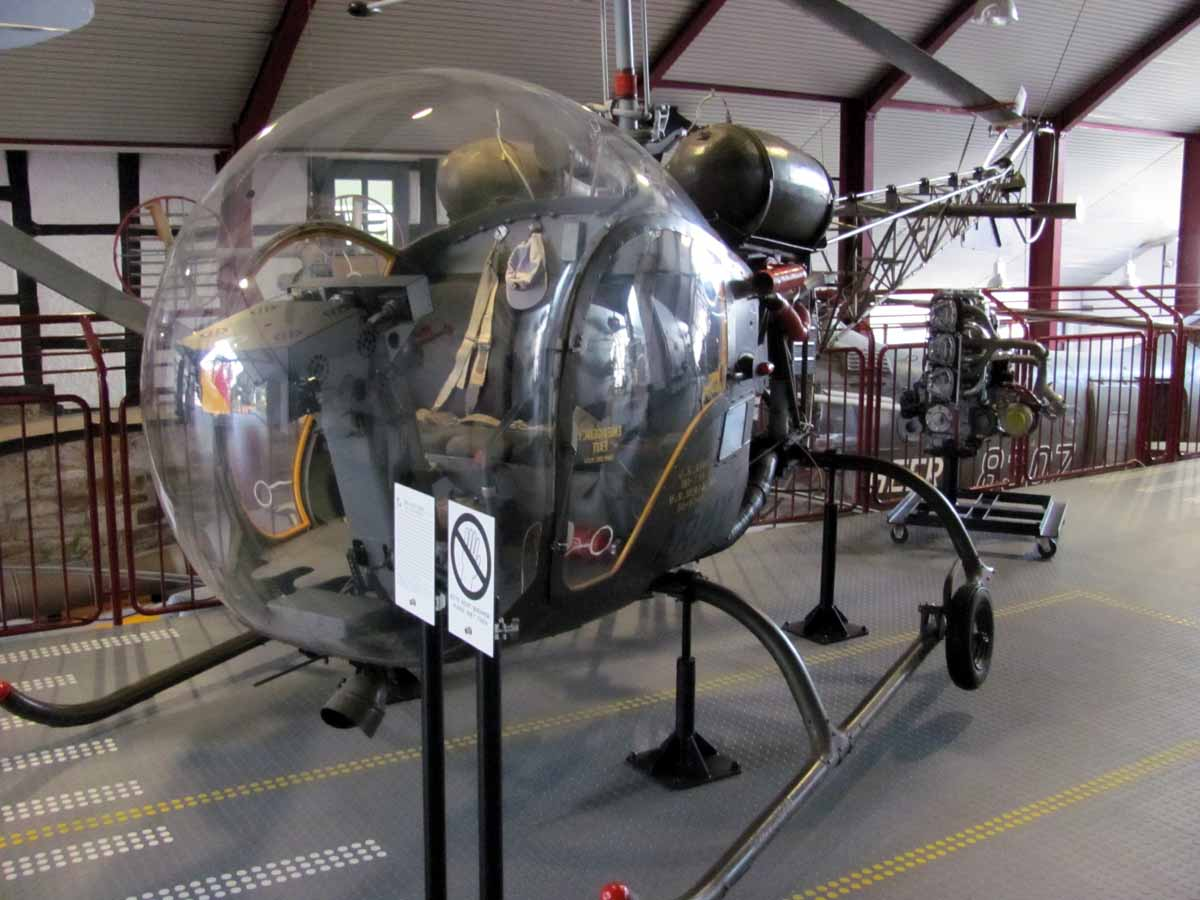
Bell 47G-2 der United States Army im Hubschraubermuseum Bückeburg

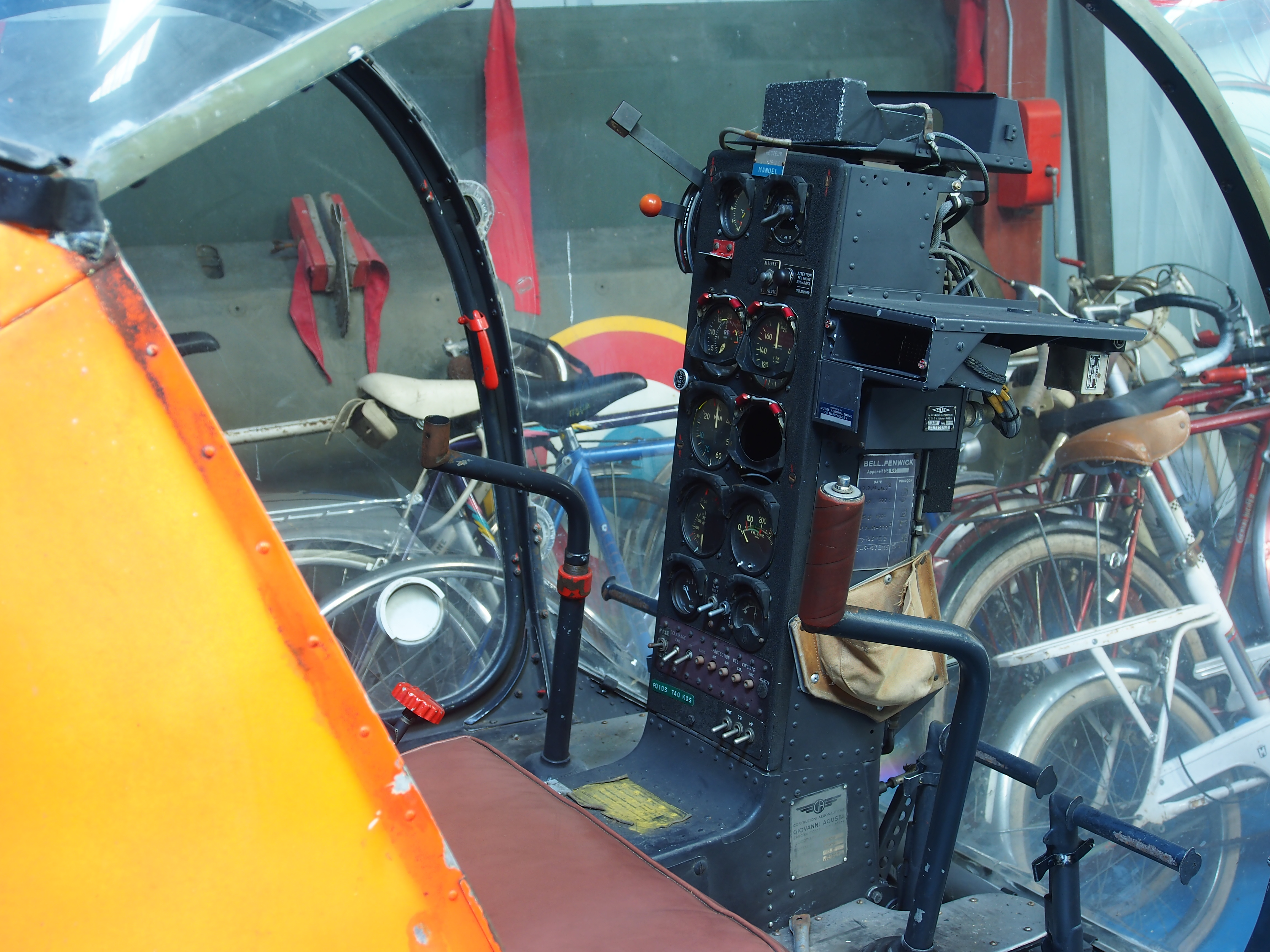
Cockpit einer Bell 47

Die Bell 47 (militärische Bezeichnung Bell H-13 und bei der United States Navy bis 1962 Bell HTL und Bell HUL) war ein leichter zwei- oder dreisitziger Hubschrauber, der von der Bell Aircraft Corporation entwickelt wurde. Er erhielt am 8. März 1946 als erster ziviler Hubschrauber die Flugzulassung in den Vereinigten Staaten. Seine Varianten waren bis in die 1980er Jahre und darüber hinaus weltweit anzutreffen.

## Geschichte
Die Entwicklung der Bell 47 geht auf das von Arthur M. Young entworfene Modell 30 zurück, dessen Erstflug bereits im Juni 1943 stattfand. Modell 30 war der erste Hubschrauber, der von Bell entwickelt und gebaut worden war. Dieses Baumuster wies bereits die Merkmale der folgenden Typen auf: Der Zweiblattrotor mit zyklischer Blattverstellung und der rechtwinklig zu den Rotorblättern angeordneten Stabilisatorstange sowie die nur teilweise verkleidete Gitterrohrkonstruktion.
Nach dem Erstflug des Prototyps am 8. Dezember 1945 begann die Fertigung der ersten Serienversion im Jahr 1946. Die Bell 47A war eine Militärversion, die als YR-13 an die United States Air Force ging und als HTL-1 bei der United States Navy Verwendung fand. Nahezu zeitgleich wurde bereits die 47B produziert, eine Zivilversion des Hubschraubers. Weiterhin wurde mit einer fünfsitzigen Variante experimentiert, der Bell Modell 42, welche aber nicht in Serie ging.
Die erste Ausführung mit dem bekannten Plexiglas-Cockpit (scherzhaft als „Goldfischglas“ bezeichnet) war die Bell 47D. Die D war der erste von Bell in Großserie für militärische Zwecke produzierte Hubschrauber. Bei der United States Army bekam diese Ausführung die militärische Bezeichnung H-13B bzw. in einem Fall YH-13C, bei der Marine lief er als HTL-2. Die YH-13C des Heeres war ein Vorserienmuster einer Ambulanzausführung; später sollten einige H-13B zum endgültigen H-13C-Ambulanzhelikopter umgebaut werden. Am 17. September 1952 wurde von einer Bell 47 D-1 (N167B) der bis heute gültige Weltrekord für die weiteste geflogene Distanz (1958,80 km ohne Zwischenlandung) in einem Hubschrauber mit Verbrennungsmotorantrieb, anerkannt vom Internationalen Luftsportverband, aufgestellt. Weitere Versionen folgten. Bei der 47J „Ranger“ war der Rumpf erstmals vollständig verkleidet, die 47G war mit neuem Motor und zusätzlichen Kraftstofftanks zusammen mit ihren Unterversionen das erfolgreichste Exemplar der 47-Modellreihe.
In Europa wurde die Bell 47 sowohl von Agusta (Italien) als auch von Westland Aircraft (Großbritannien) in Lizenz gebaut. So wurde sie zu einem der am weitesten verbreiteten Hubschrauber der Welt. In der deutschen Bundeswehr flogen bis Mitte der 1970er Jahre noch insgesamt 45 Bell 47G-2 „Sioux“ bzw. Agusta/Bell AB 47G-2.
Bei Kawasaki Heavy Industries in Japan wurde die Bell 47 ab 1952 in Lizenz gebaut. Zusätzlich brachte Kawasaki auch einen aus der Bell 47 weiterentwickelten Hubschrauber, die Kawasaki KH-4 auf den Markt.

## Versionen

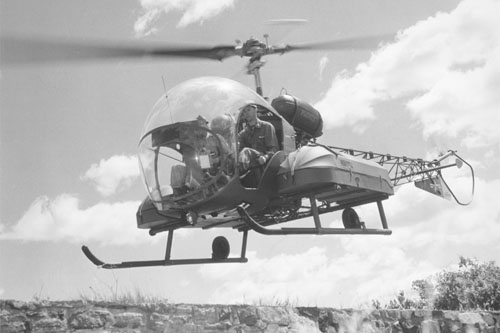
H-13G
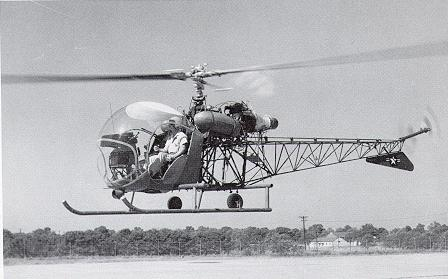
XH-13F
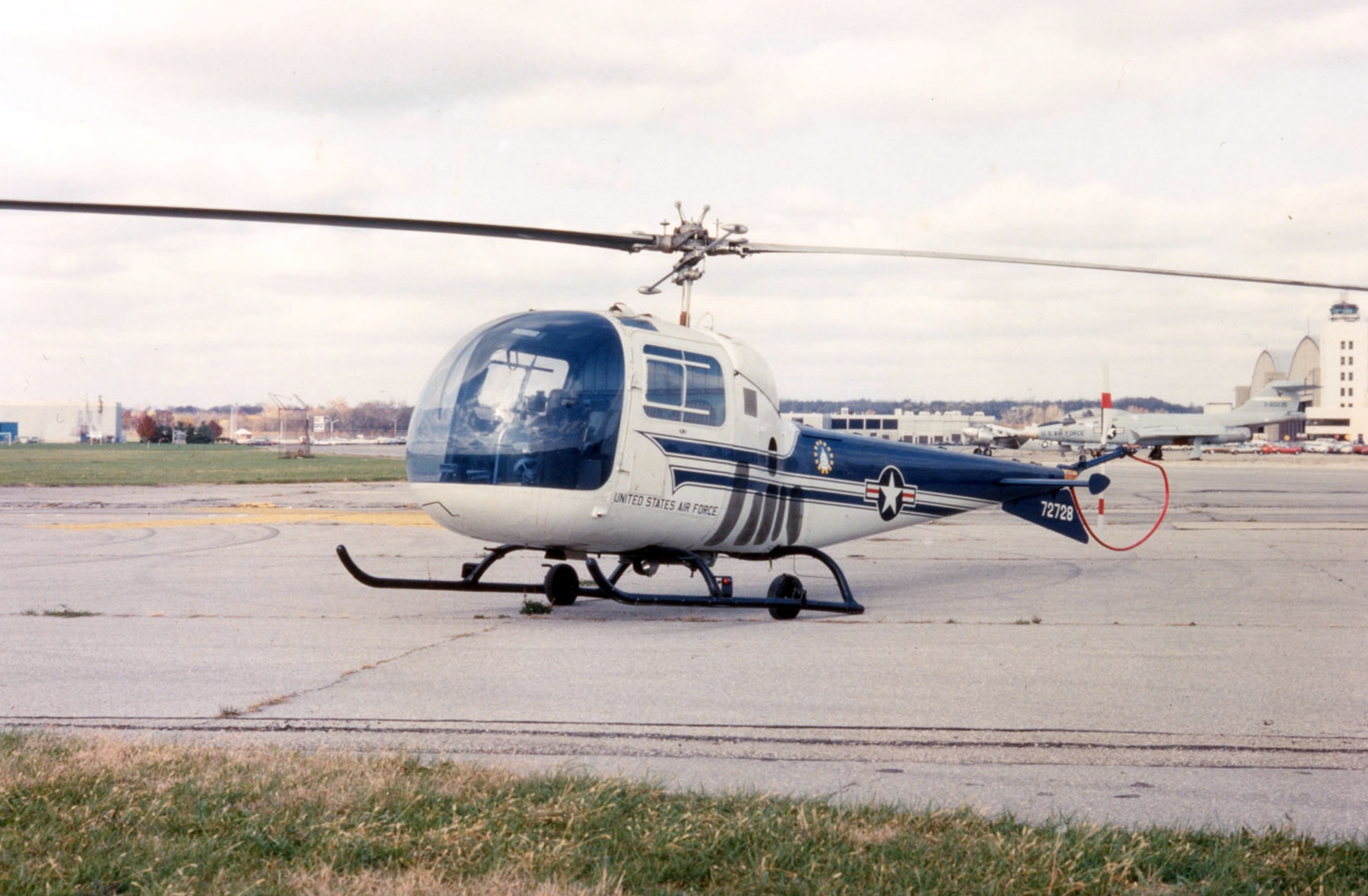
UH-13J

| Version            | US-militärische Kennung | Antrieb                                                  | Bemerkung |
| ------------------ | --- | -------------------------------------------------------- | --- |
| Bell 47A           | YH-13 (vor 1948: YR-13) (US Army) HTL-1 (US NAVY)                                                                                    | n. b.                                                    | -- |
| Bell 47B           | keine (Zivilversion) | n. b.                                                    | -- |
| 0Bell 47B-3        | keine (Zivilversion) | n. b.                                                    | -- |
| Bell 47D           | H-13B und H-13C (US Army) HTL-2 (US NAVY)                                                                                            | n. b.                                                    | Zulassung am 25. Februar 1948; Erste „Goldfischglas“-Kabine                                                      |
| 0Bell 47D-1        | OH-13D (vor 1962: H-13D) und OH-13E (ex H-13E) (US Army) TH-13L (ex HTL-4) (US Navy)                                                 | n. b.                                                    | -- |
| Bell 47G           | OH-13G (ex H-13G) (US Army) TH-13M (ex HTL-6) (US Navy)                                                                              | Franklin 6V4-200-C32 Boxermotor mit 147 kW (200 PS)      | -- |
| 0Bell 47G-2        | OH-13H (ex H-13H) (US Army) UH-13H (USAF)                                                                                            | Lycoming TVO 435 mit 191 kW (260 PS)                     | Wurde u. a. bei der deutschen Bundeswehr eingesetzt                                                              |
| 0Bell 47G-2A       | n. b. | n. b.                                                    | -- |
| 0Bell 47G-2A-1     | n. b. | n. b.                                                    | -- |
| 0Bell 47G-3        | n. b. | n. b.                                                    | -- |
| 0Bell 47G-3B       | OH-13S (US Army) | Lycoming TVO-435 mit 198,5 kW (270 PS)                   | -- |
| 0Bell 47G-3B-1     | TH-13T (US Army) | Lycoming TVO-435-25 mit 198,5 kW (270 PS)                | Hubschrauber zur Instrumentenflugschulung ausgerüstet mit ADF-, VOR-, ILS- und MK (Markierungsfunkfeuer)-Geräten |
| 0Bell 47G-3B-2     | n. b. | Lycoming TVO 435 G1A Turboladermotor mit 206 kW (280 PS) | Variante zum Flug in großen Höhen                                                                                |
| 0Bell 47G-3B-2A    | n. b. | n. b.                                                    | Variante zum Flug in großen Höhen und heißem Klima                                                               |
| 0Bell 47G-4        | n. b. | Lycoming VO 540 B1B3 mit 224 kW (305 PS)                 | -- |
| 0Bell 47G-5        | keine (Zivilversion) | Lycoming VO 435 B1A mit 195 kW (265 PS)                  | -- |
| 0Bell 47G-5A       | keine (Zivilversion) | n. b.                                                    | Um 30 cm verlängerte Kabine Sprühhubschrauber für die Landwirtschaft                                             |
| Bell 47H           | n. b. | Franklin 6 V4-200-C32 oder V-335-4                       | Geschlossene Kabine und verkleideter Rumpf                                                                       |
| 0Bell 47H-1        | keine (Zivilversion) | n. b.                                                    | vollverkleideter Rumpf                                                                                           |
| Bell 47J           | UH-13J (ex H-13J) (Army), TH-13N (ex HTL-7), UH-13P (ex HUL-1) und UH-13R (ex HUL-1M) (US Navy), HH-13Q (ex HUL-1G) (US Coast Guard) | Lycoming VO-435-A1B mit 220 hp (223PS)                   | vollverkleideter Rumpf verlängerte Kabine                                                                        |
| 0Bell 47J-2        | n. b. | Lycoming VO-540-B1B mit 260 PS                           | -- |
| 0Agusta/Bell 47J-3 | keine (europäisches Modell) | n. b.                                                    | U-Boot-Jagdversion der italienischen Marine; aufgrund konstruktiver Nachteile dazu jedoch nur bedingt geeignet   |
| XH-13F             | XH-13F | Continental-Turbomeca XT51-T-3 Artouste I                | Experimentalversion der US Army für Komponenten der Bell 204; Erster turbinengetriebener Hubschrauber von Bell   |

- H-13G
- XH-13F
- UH-13J

## Produktion
Abnahme der H-13 durch die USAF und die US Army:
| Version           | 1946 | 1947 | 1948 | 1949 | 1950 | 1951 | 1952 | 1953 | 1954 | 1955 | 1956 | 1957 | 1958 | 1959 | 1960 | 1961 | SUMME |
| ----------------- | ---- | ---- | ---- | ---- | ---- | ---- | ---- | ---- | ---- | ---- | ---- | ---- | ---- | ---- | ---- | ---- | ----- |
| H-13 USAF         | 3    | 25   |      |      |      |      |      |      |      |      |      |      |      |      |      |      | 28    |
| H-13B Army        |      |      | 59   | 6    |      |      |      |      |      |      |      |      |      |      |      |      | 65    |
| H-13D Army        |      |      |      |      | 9    | 77   |      |      |      |      |      |      |      |      |      |      | 86    |
| H-13E Army        |      |      |      |      |      | 20   | 319  | 151  |      |      |      |      |      |      |      |      | 490   |
| H-13G USAF        |      |      |      |      |      |      |      | 5    | 46   |      |      |      |      |      |      |      | 51    |
| H-13G Army        |      |      |      |      |      |      |      | 151  | 63   |      |      |      |      |      |      |      | 198   |
| H-13H Army        |      |      |      |      |      |      |      |      |      | 2    | 28   | 53   | 133  | 120  | 60   |      | 441   |
| H-13H MDAP        |      |      |      |      |      |      |      |      |      |      |      |      |      |      | 15   | 12   | 27    |
| H-13J USAF        |      |      |      |      |      |      |      |      |      |      |      | 2    |      |      |      |      | 2     |
| HTL-2 Navy        |      |      | 12   |      |      |      |      |      |      |      |      |      |      |      |      |      | 12    |
| HTL-3 Navy        |      |      |      |      | 8    | 1    |      |      |      |      |      |      |      |      |      |      | 9     |
| HTL-4 Navy        |      |      |      |      | 14   | 31   | 1    |      |      |      |      |      |      |      |      |      | 46    |
| HTL-5 Navy        |      |      |      |      |      | 4    | 32   |      |      |      |      |      |      |      |      |      | 36    |
| HTL-5 Coast Guard |      |      |      |      |      |      | 3    |      |      |      |      |      |      |      |      |      | 3     |
| HTL-6 Navy        |      |      |      |      |      |      |      |      |      | 20   | 28   |      |      |      |      |      | 48    |
| HUL-1 Navy        |      |      |      |      |      |      |      |      |      | 1    | 22   |      |      |      |      |      | 23    |
| SUMME             | 3    | 25   | 71   | 6    | 31   | 133  | 355  | 307  | 109  | 23   | 78   | 55   | 133  | 120  | 75   | 12   | 1.565 |

## Militärische Nutzer
| - Argentinien Luftwaffe - Australien Luftwaffe: 65 - Brasilien Luftwaffe - Chile Luftwaffe - Dänemark Luftwaffe - Deutschland Deutsches Heer Deutsche Luftwaffe - Dominikanische Republik Luftwaffe - Ecuador Luftwaffe - Frankreich Luftwaffe - Gabun Luftwaffe - Griechenland Luftwaffe - Guatemala Luftwaffe - Island Küstenwache - Indonesien Luftwaffe - Indien Luftwaffe - Israel Luftwaffe - Italien Luftwaffe - Jamaika Luftwaffe | - Japan Bodenselbstverteidigungsstreitkräfte Meeresselbstverteidigungsstreitkräfte - Jugoslawien Luftwaffe - Kanada Luftwaffe - Kolumbien Luftwaffe - Kuba Luftwaffe - Lesotho Lesotho Defence Force - Libyen Luftwaffe - Madagaskar Luftwaffe - Malaysia Luftwaffe - Malta Luftwaffe - Mexiko Luftwaffe - Neuseeland Luftwaffe - Österreich Luftwaffe: 17 H-13H, 9 AB47G, 1 Bell 47G - Pakistan Luftwaffe - Paraguay Luftwaffe - Peru Luftwaffe - Philippinen Luftwaffe - Taiwan Luftwaffe - Südvietnam Luftwaffe - Sambia Luftwaffe | - Schweden Luftwaffe - Senegal - Spanien Luftwaffe - Sri Lanka Luftwaffe - Südkorea Luftwaffe - Südjemen - Thailand Luftwaffe - Türkei Luftwaffe - Vereinigtes Königreich British Army Royal Air Force Royal Marines - Vereinigte Staaten United States Army United States Air Force United States Navy United States Marine Corps United States Coast Guard - Uruguay Luftwaffe - Venezuela Luftwaffe - Zaire Luftwaffe |

## Technische Daten

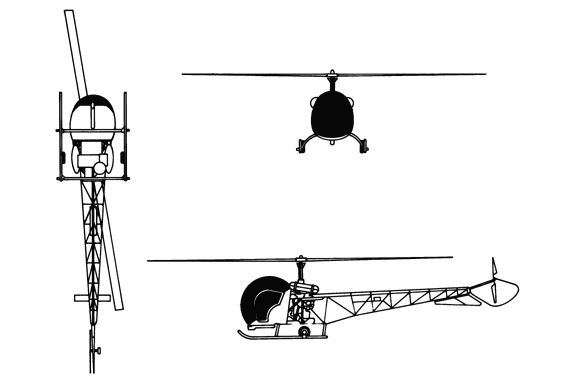
Bell 47

| Kenngröße                                  | Bell 47G-3B                              |
| ------------------------------------------ | ---------------------------------------- |
| Besatzung                                  | 1–3                                      |
| Rotorkreisdurchmesser                      | 11,35 m                                  |
| Rumpflänge                                 | 9,62 m                                   |
| Länge über alles                           | 13,17 m                                  |
| Höhe                                       | 2,83 m                                   |
| Rüstmasse                                  | 814 kg                                   |
| Startmasse                                 | 1340 kg                                  |
| Höchstgeschwindigkeit                      | 169 km/h                                 |
| Dienstgipfelhöhe                           | 5245 m 5500 m (OH-13S) 6100 m (TH-13T)   |
| Schwebeflughöhe außerhalb des Bodeneffekts | 3230 m 5500 m (OH-13S) 5670 m (TH-13T)   |
| Reichweite                                 | 500 km                                   |
| Triebwerk                                  | ein Lycoming TVO-435 mit 270 PS (199 kW) |

## Trivia
- Während sein „Konkurrent“ Hiller UH-12 fast ausschließlich bei den US-Streitkräften Verwendung fand, wurde das Modell 47 von Bell auch in verschiedenen Zivilversionen gebaut und erfolgreich verkauft. Dennoch fand ein großer Teil der Produktion auch militärische Verwendung. Ein bekannter Kriegsschauplatz war z. B. der Koreakrieg.
- Der Sänger und Komponist Chris de Burgh besitzt einen solchen Hubschrauber.
- In der US-amerikanischen Fernsehserie M*A*S*H wird die militärische Version der Bell 47 (H-13) zum Transport von Verwundeten eingesetzt.
- Das Cover des ABBA Albums Arrival von 1976 zeigt alle 4 Mitglieder in einer Bell 47 sitzend. Auf dem Sleeve stehen alle 4 vor dem Helikopter